# Otiorhynchus tristis
Otiorhynchus tristis — вид долгоносиков-скосарей из подсемейства Entiminae.

## Описание
Жук длиной 7-9,5 мм. Верхняя часть тела в тонких волосках, на надкрыльях волосовидные чешуйки, собранные в мелкие пятна с металлическим отливом. Надкрылья с резкими, глубокими, точечными бороздками, точки в которых разделены зёрнышками, промежутки между бороздками плоские, в довольно крупных зёрнышках. 

## Экология
Вид населяет леса и лесостепи, где питается главным образом на розоцветных растениях. Также может вредить хмелю на плантациях.

## Подвиды
- Otiorhynchus tristis cuprifer Stierlin, 1861
- Otiorhynchus tristis tristis (Scopoli, 1763)